# 옌청푸역
옌쳉부역(중국어: 鹽埕埔站)은 대만 가오슝시 옌청구에 위치한 가오슝 첩운 귤선의 역이다.

## 역 구조

### 승강장
| 지면     | 출입구                      | 출입구                                 |
| 지하 1층 | 대합실                      | 대합실                                 |
| 지하 1층 | 대합실                      | 화장실                                 |
| 지하 2층 | 1호 플랫폼                  | ←가오슝 첩운 귤선 종착역방면(하마센역) |
| 지하 2층 | 섬식 승강장, 왼쪽 문이 열림 |                                        |
| 지하 2층 | 2호 플랫폼                  | 가오슝 첩운 귤선 다랴오방면(첸진역)→   |

## 역 출입구
출입구1은 역의 남쪽 끝에 위치하며 출입구2는 역의 북쪽 끝에 위치한다. 출입구3, 4는 역 중간에 위치한다. 출입구2에 장애인용 엘리베이터가 있다.
- 출입구1: 옌쳉 초등학교，부오어 예술 특구, 구어강 쇼핑몰
- 출입구2: 가오슝 시 역사 박물관，가오슝 국제 회의 센터
- 출입구3: 옌쳉 중학교
- 출입구4: 종시아오 초등학교